# HD 62264
HD 62264，又名BD+00 2054，SAO 115839、HR 2982，是一颗恒星，视星等为6.19，位于銀經218.73，銀緯11.56，其B1900.0坐标为赤經7h 37m 57.4s，赤緯+0° 11.56′ 34″。